# Stane Krašovec
Stane Krašovec, slovenski ekonomist, diplomat, statistik, akademik * 14. julij 1905, Begunje na Gorenjskem, † 13. april 1991, Ljubljana.
Leta 1928 je diplomiral na ekonomsko-komercialni visoki šoli v Zagrebu. Do leta 1936 je kot privatni nameščenec delal v gospodarskih podjetjih. 
Leta 1924 je postal član KPJ. Leta 1936 je bil kot član PK KPJ za Slovenijo aretiran in obsojen na 4 leta ječe. Od leta 1941 je sodeloval v NOB in od leta 1943 v Agitpropu. Kot odposlanec se je udeležil Zbora odposlancev slovenskega naroda v Kočevju. Leta 1944 je postal pomočnik poverjenika NKOJ-a za ekonomsko obnovo. 
Od leta 1945 je delal v jugoslovanski diplomaciji. V letih 1945–1947 je bil generalni sekretar jugoslovanske delegacije pri OZN. V letih 1948–1953 je bil direktor Zveznega zavoda za statistiko in evidenco. Od leta 1953 do upokojitve (1963) je bil redni profesor Ekonomske fakultete Univerze v Ljubljani. Bil je prvi predsednik Zveze društev ekonomistov Slovenije.  
Leta 1975 je prejel nagrado AVNOJ. 
Od leta 1976 je bil izredni in od leta 1981 redni član SAZU.
Že med vojnama se je ukvarjal s publicističnim in prevajalskim delom Leta 1933 je po priredbi Juliana Borchardta poskrbel za prvi prevod knjige Kapital Karla Marxa. Po vojni je objavljal članke v reviji Naša sodobnost. Objavil je več razprav iz statistike in učbenikov, na primer: Predavanja iz ekonomike, skripta 1. del, Politična ekonomija, leto1959.  
Leta 1970 je pri DZS izdal knjigo Človeštvo, kruh in lakota (438 str).
Pred vojno se je poročil s Štefko Zbašnik. Leta 1941 se jima je rodila hčerka Metka Krašovec.